# Cồn Vành
Cồn Vành là một hòn đảo thuộc xã Tiền Hải, tỉnh Hưng Yên, Việt Nam.

## Địa lý
Cồn Vành nằm cách đất liền 7 km thuộc xã Nam Phú, huyện Tiền Hải, tỉnh Thái Bình. Cách trung tâm thị trấn Tiền Hải 25 km về phía Nam và cách trung tâm thành phố Thái Bình khoảng 45 km về phía Đông, có vị trí địa lý:
- Phía bắc giáp Cồn Thủ
- Phía nam giáp Cửa Ba Lạt
- Phía đông giáp Biển Đông
- Phía tây giáp Đê PAM.

Cồn Vành nằm trong Khu dự trữ sinh quyển châu thổ sông Hồng được UNESCO công nhận tại Việt Nam ngày 2 tháng 12 năm 2004 cho các vùng đất phía Nam vùng duyên hải Bắc Bộ.

### Diện tích
Cồn Vành có diện tích 1.696 ha; và Cồn Vành có bãi biển trải dài khoảng 6 km. Cồn Vành khoảng 700 ha rừng ngập mặn,56ha rừng phi lao

## Lịch sử
Cồn Vành được hình thành do kiến tạo bồi đắp phù sa và bùn cát của sông Hồng dưới tác động của dòng chảy giữa sông và chế độ thủy động lực vùng ven biển tạo thành nên có địa hình tương đối bằng phẳng.

## Hệ thống sinh vật
Cồn Vành có hệ sinh thái rừng ngập mặn khá phong phú với nhiều loài thực vật như sú, vẹt, bần, thông, cói, trên 200 loài hải sản có giá trị và nhiều loài chim quý hiếm.

## Khu du lịch sinh thái biển Cồn Vành
Năm 2007, UBND tỉnh đã phê duyệt Quy hoạch chung Khu du lịch sinh thái Cồn Vành với diện tích 1.618 ha được giới hạn: Phía Bắc giáp Cồn Thủ, phía Nam giáp cửa Ba Lạt, phía Đông giáp biển Đông, phía Tây giáp đê PAM.
Cồn Vành đã được định hình với tầm cỡ của khu du lịch quốc gia với quần thể sân bay, sân golf, khu biệt thự nghỉ dưỡng cao cấp, khu vui chơi giải trí tiêu chuẩn quốc tế. Cụ thể theo bản quy hoạch trong tương lai Cồn Vành sẽ bao gồm các khu: Khu du lịch nghỉ dưỡng chất lượng cao được bố trí ven biển kết hợp với bãi tắm và bể bơi; Khu vui chơi giải trí bao gồm các điểm tổ chức đua thuyền, du ngoạn, thể thao và các loại hình giải trí đa dạng; khu thể thao sân gôn; khu du lịch văn hóa; khu rừng ngập mặn và các khu cây xanh được bố trí gắn với sông, biển để tạo ra vùng sinh thái có một không hai ở ven biển Bắc Bộ.
Với khung cảnh thiên nhiên huyền ảo hữu tình của một khu sinh thái phong phú sinh động đã làm say mê biết bao du khách đến đây, mỗi khi ngồi trong các chòi ven biển để thưởng thức các món hải sản tươi ngon hay ngồi trên đỉnh của ngọn Hải đăng Ba Lạt phóng tầm mắt ra ngoài khơi xa du khách mới cảm nhận hết được giá trị thực của biển cả quê hương.

## Ẩm thực
Cồn Vành nổi tiếng với các đặc sản biển như ngao, ngán, phi phi, tôm sú, cua, ghẹ, cá bớp, cá vược, cá song,...

## Đường tới Cồn Vành
Những cung đường thường gặp
Hà Nội – Thái Bình – Hải Phòng – Quảng Ninh
Hà Nội - Thái Bình – Nam Định
Hà Nội- Thái Bình – Hưng Yên
Hà Nội - Thái Bình – Ninh Bình
Hà Nội - Hưng Yên - Hải Dương - Thái Bình
Từ tp Thái Bình về Cồn Vành:
Cách 1: Đón xe Bus Hoàng Hà số 01 từ thành phố Thái Bình bắt xe Bus số 01 về thị trấn Tiền Hải xong đón taxi hoặc xe ôm tới Cồn Vành; cung đường dài khoảng 20 km.
Cách 2: Đón xe Bus Hoàng Hà số 08 từ thành phố Thái Bình đến bến xe xã Nam Trung rồi đi taxi hoặc xe ôm tới bãi biển Cồn Vành. Cung đường này khoảng 10 km.

## Vui chơi giải trí
Bên cạnh tắm biển, tìm hiểu đời sống động thực vật, tổ chức các cuộc picnic, nghỉ dưỡng bằng tàu thuyền với các trò vui chơi, giải trí trên biển như câu cá, lướt ván, bóng chuyền bãi biển, du khách còn có đi chợ mua hải sản tươi sống.